# Maurice Reymond de Broutelles
J. Maurice Reymond de Broutelles (auch Maurice Reymond, auch de Brouteilles; * 26. April 1862 in Genf; † 17. November 1936 in Paris) war ein Schweizer Bildhauer, Maler und Radierer, der in Paris arbeitete.
Reymond studierte an der École des Beaux-Arts bei Henri Chapu und Félix-Joseph Barrias. In Paris, wo er sein Atelier hatte, stellte er regelmässig an den grossen Salons aus. An den Weltausstellungen von Paris 1889 und 1900 errang er mit seinen Werken eine Bronze- (1889) bzw. eine Silbermedaille (1900).

## Werke (Auswahl)
Skulpturen:

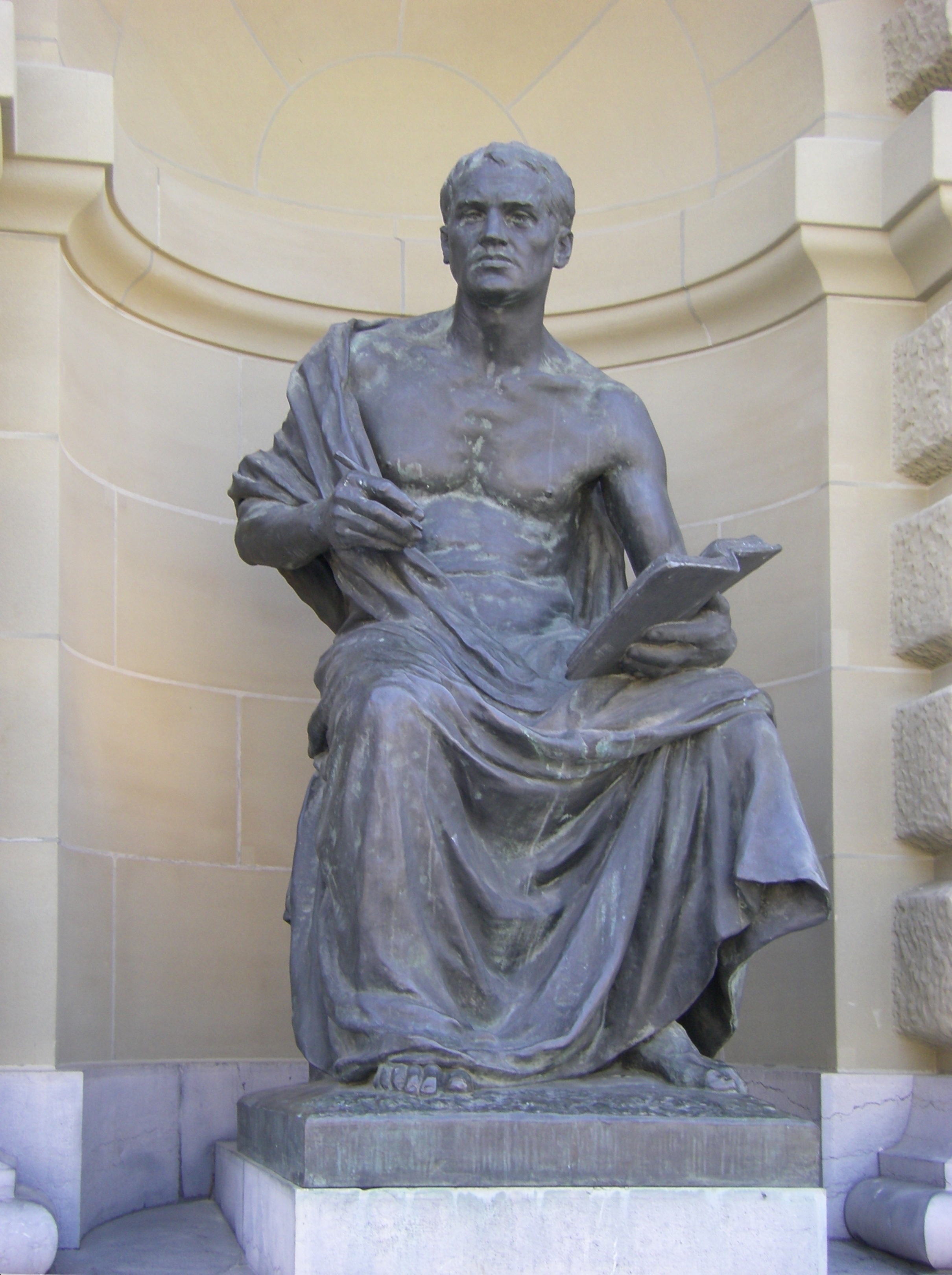
Statue Geschichtsschreiber der Gegenwart am Bundeshaus in Bern

- Windstille (Gipsstatue) und Büste eines Kindes (Bronze) im Musée Rath in Genf
- Statuen Polynesien und Südamerika am Hôtel des Postes (Hauptpostamt) in Genf
- Bronzebüste Henri-Frédéric Amiels an der Universität Genf
- Bronzebüste Ausdrucksstudie im Museum von Winterthur
- Bronzestatue des Major Davel in Lausanne (1891)
- Die Wut, Basrelief
- Ein Verdammter (Dante), Marmor
- Bronzebüsten von Mathias Morhardt und Félix Vallotton
- Bronzestatuen Geschichtsschreiber der Vergangenheit und Geschichtsschreiber der Gegenwart links und rechts des Hauptportals des Bundeshauses in Bern (1901)
- Die Köpfe von „Weisheit“, „Kraft“ und „Mut“, ebenda; Baudekorationen in Stein
- Statue Alexandre Vinets in Lausanne

Gemälde:
- Nue assise dans les fleurs, Akt, 1922